# Kitenge

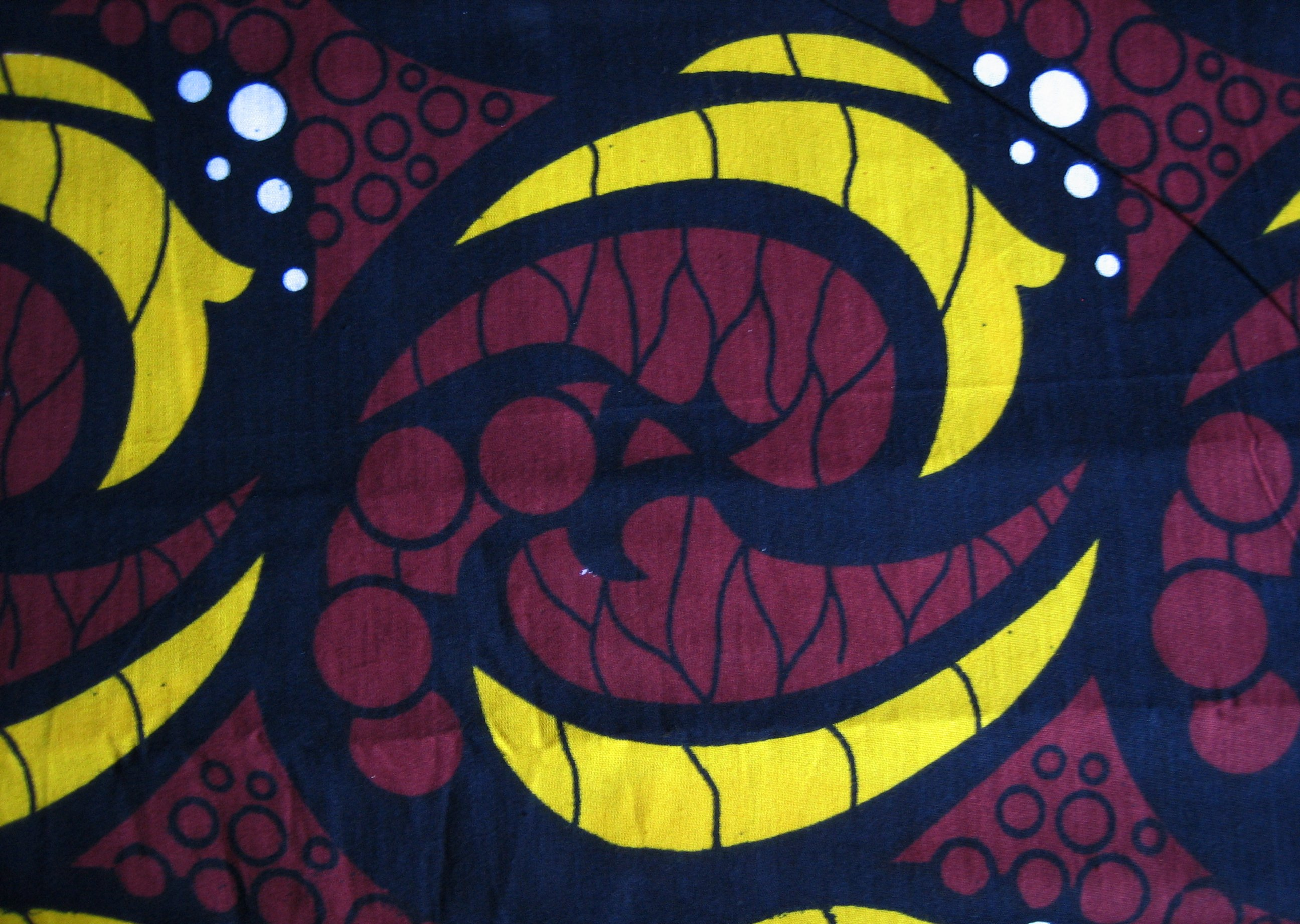
Un kitenge

Il kitenge (plurale vitenge, in swahili) o chitenge  (plurale zitenge, in tonga) è un indumento africano simile al kanga o al sarong asiatico, tipico della tradizione swahili e diffuso in Kenya, Uganda, Tanzania, Sudan, Sudan del Sud, Namibia, Zambia, Malawi e altri paesi. Viene indossato avvolto attorno ai fianchi o al busto, sulla testa come una bandana, o usato come fasciatura per i neonati. Come i kanga, i kitenge tendono a essere decorati con colori sgargianti e la decorazione può comprendere una frase, scritta solitamente in caratteri maiuscoli.
Il kitenge è un rettangolo di cotone, stampato a cera; di solito il motivo principale è scuro su uno sfondo più chiaro. Rispetto al kanga, il tessuto è più spesso e c'è una bordatura solo sul lato lungo.